# PSENEN
PSENEN (англ. Presenilin enhancer gamma-secretase subunit) – білок, який кодується однойменним геном, розташованим у людей на довгому плечі 19-ї хромосоми. Довжина поліпептидного ланцюга білка становить 101 амінокислот, а молекулярна маса — 12 029.
| 10         |  | 20         |  | 30         |  | 40         |  | 50         |
| ---------- |  | ---------- |  | ---------- |  | ---------- |  | ---------- |
| MNLERVSNEE |  | KLNLCRKYYL |  | GGFAFLPFLW |  | LVNIFWFFRE |  | AFLVPAYTEQ |
| SQIKGYVWRS |  | AVGFLFWVIV |  | LTSWITIFQI |  | YRPRWGALGD |  | YLSFTIPLGT |
| P          |  |            |  |            |  |            |  |            |

A: Аланін

C: Цистеїн

D: Аспарагінова кислота

E: Глутамінова кислота

F: Фенілаланін

G: Гліцин

I: Ізолейцин

K: Лізин

L: Лейцин

M: Метіонін

N: Аспарагін

P: Пролін

Q: Глутамін

R: Аргінін

S: Серин

T: Треонін

V: Валін

W: Триптофан

Локалізований у клітинній мембрані, мембрані, ендоплазматичному ретикулумі, апараті гольджі.